# 皮埃尔丰
皮埃尔丰（法語：Pierrefonds，法語發音：[pjɛʁfɔ̃]；又译皮耶枫）是法国瓦兹省的一个市镇，属于贡比涅区，以皮埃尔丰城堡聞名。

## 地理
皮埃尔丰（49°21'4"N, 2°58'49"E）面积22.32 平方千米，位于法国上法蘭西大區瓦兹省，该省份为法国北部内陆省份，北起索姆省，西接厄尔省和滨海塞纳省，南至塞纳-马恩省和瓦兹河谷省，东临埃纳省。
与皮埃尔丰接壤的市镇（或旧市镇、城区）包括：勒特伊、屈斯拉莫特、莫里安瓦勒、圣艾蒂安-鲁瓦莱、圣让欧布瓦、维约穆兰。
皮埃尔丰的时区为UTC+01:00、UTC+02:00（夏令时）。

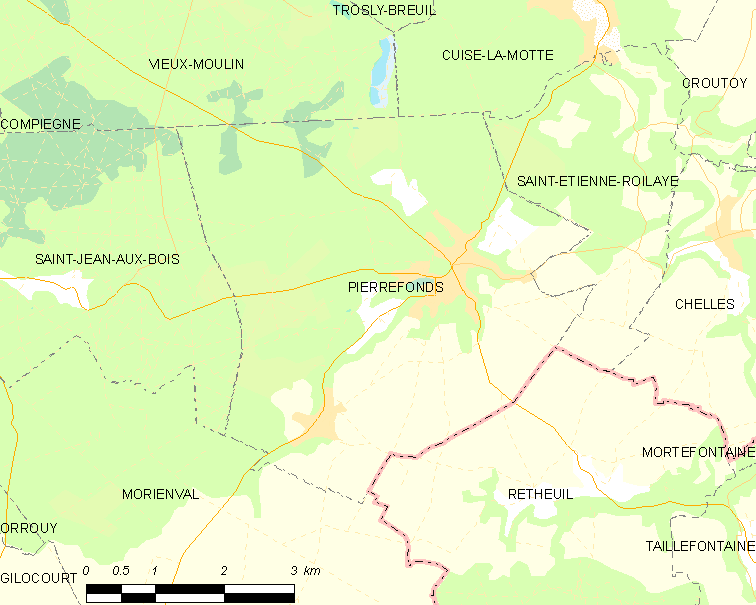
皮埃尔丰的OSM定位图

## 行政
皮埃尔丰的邮政编码为60350，INSEE市镇编码为60491。

## 政治
皮埃尔丰所属的省级选区为贡比涅第二县。

## 人口

1962-2008年间皮埃尔丰人口变化图示

皮埃尔丰于2022年1月1日时的人口数量为1888人。